# قيادة تيسلا الآلية

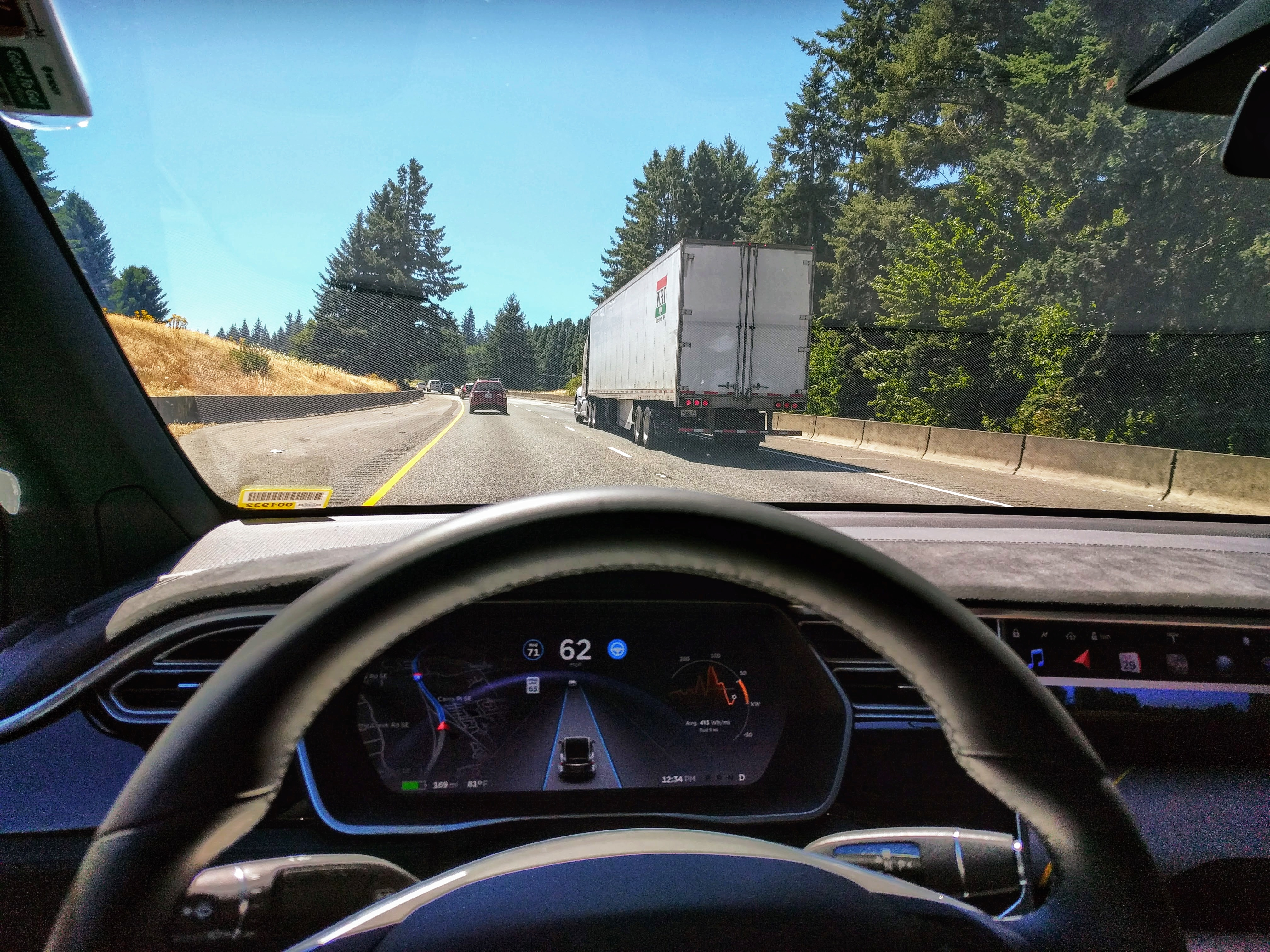
سيارة تيسلا أثناء عمل نظام القيادة الآلية

إن قيادة سيارات تيسلا الآلية (بالإنجليزية: Tesla autopilot)‏ عبارة عن مجموعة من ميزات نظام مساعدة السائق المتقدمة التي تقدمها Tesla و التي تحتوي على التمركز في الطريق، و التحكم في السرعة التكيفي، و الوقوف الذاتي، و تغيير الحارات تلقائيًا، و الملاحة شبه المستقلة على طرق السريعة، و القدرة على استدعاء السيارة من المرآب أو مكان وقوف السيارات وذلك باستخدام تطبيق السيارة على الهاتف. في جميع هذه الميزات، يكون السائق مسؤولًا و تتطلب السيارة إشرافًا مستمرًا. تدَّعي الشركة أن هذه الميزات تقلل من الحوادث الناجمة عن إهمال وإرهاق السائق من القيادة على المدى الطويل.
كترقية لقدرات القيادة الآلية الأساسية، فإن النية المعلنة للشركة هي تقديم القيادة الذاتية الكاملة (FSD) في المستقبل، مع الاعتراف بضرورة التغلب على العقبات القانونية و التنظيمية و الفنية لتحقيق هذا الهدف. في عام 2019، احتلت شركة نيفي غينت ريسيرتش المرتبة الأخيرة من حيث الإستراتيجية و التنفيذ في قطاع القيادة الذاتية، ويعتقد معظم الخبراء أن سيارات تيسلا لا تحتوي على الأجهزة اللازمة للقيادة الذاتية الكاملة.
حصلت شركة صناعة السيارات الكهربائية الأمريكية تسلا على "البراءة" في أول محاكمة لها في الولايات المتحدة بتاريخ 31 أكتوبر 2023 في اتهامات بأن نظام السائق الآلي الخاص بها أدى إلى وفاة أحد الأشخاص

## الجوائز

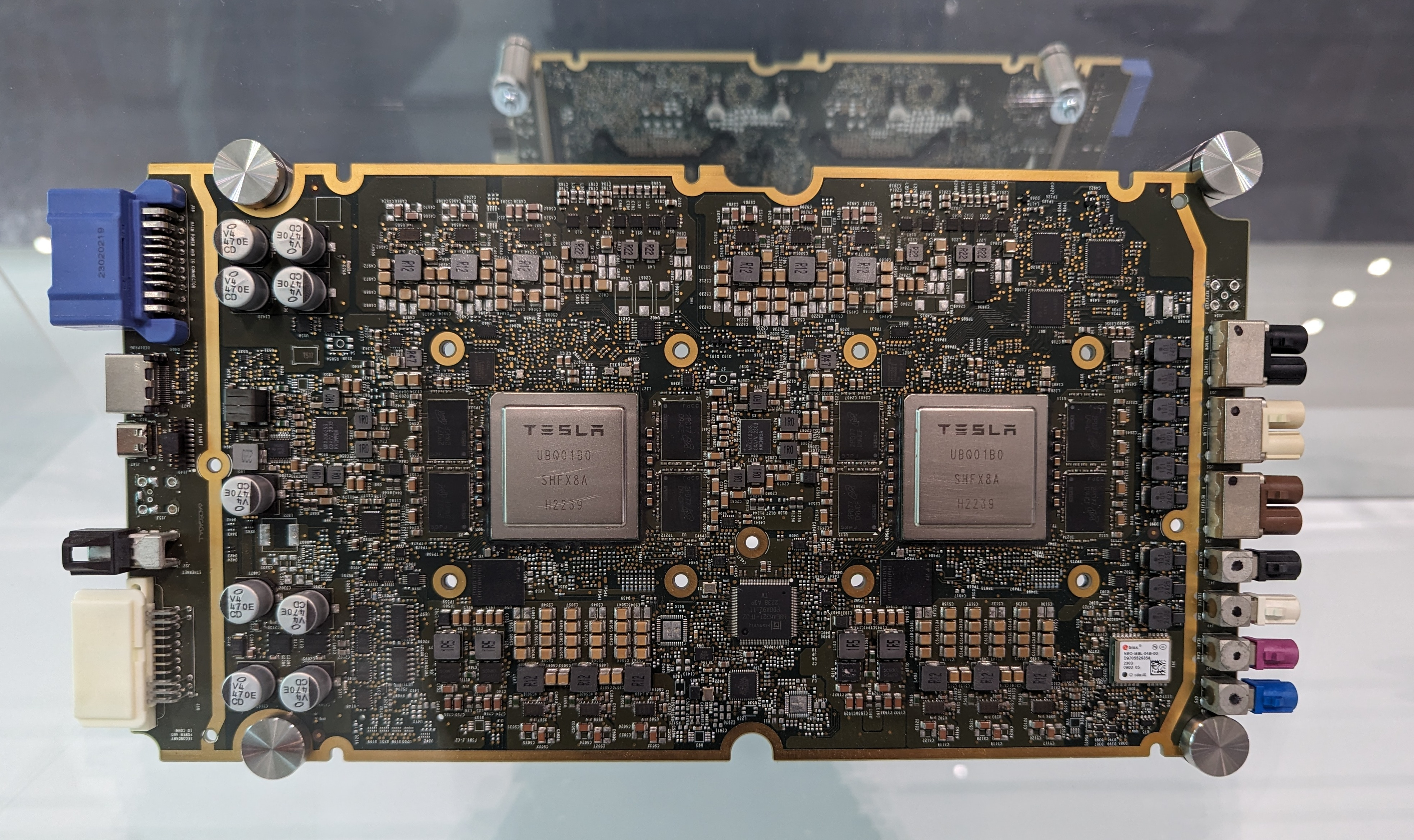

فازت ميزة التنقل على القيادة الآلية من Tesla autopilot بجائزة ابتكار السيارات المتصلة لعام 2019 في ألمانيا.

## روابط خارجية
- "Testing (Semi) Autonomous Cars With Tesla, Cadillac, Hyundai, and Mercedes". Motor Trend. 5 يوليو 2016. مؤرشف من الأصل في 2019-12-14.